# Mitteriella ziziphina
Mitteriella ziziphina är en svampart som beskrevs av Syd. 1933. Mitteriella ziziphina ingår i släktet Mitteriella och familjen Englerulaceae.   Inga underarter finns listade i Catalogue of Life.